# 凯撒发型

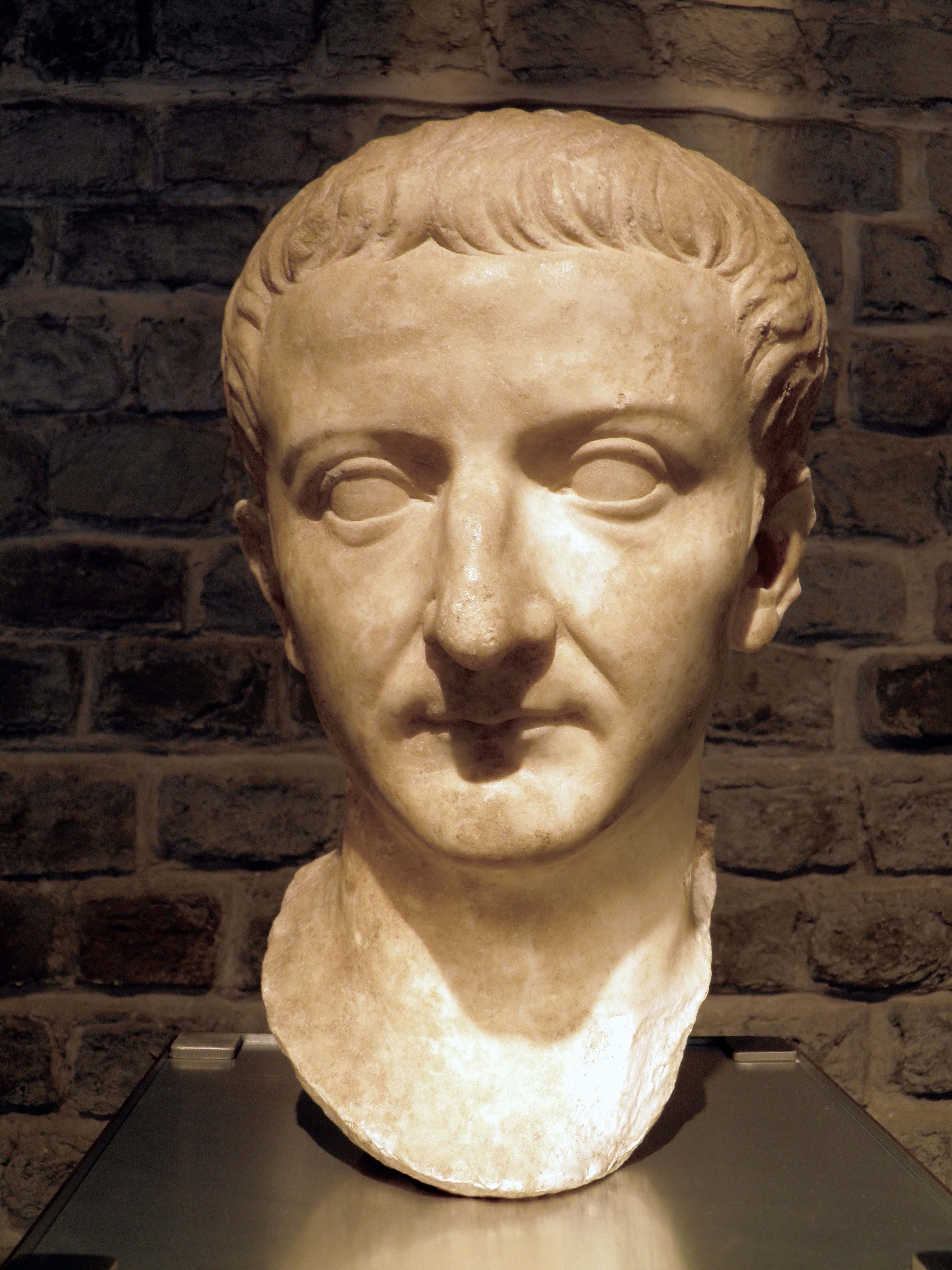
提贝里乌斯的髮型

凯撒发型（Caesar cut）是一种带有水平直瀏海的短发型。這種髮型的头发的長度范围约为2至5厘米。该发型得名于羅馬皇帝提贝里乌斯，历史上所记载的他的形象基本都是留着这种发型。1980年代，西方世界的男性首先开始将凯撒发型变为一种潮流。

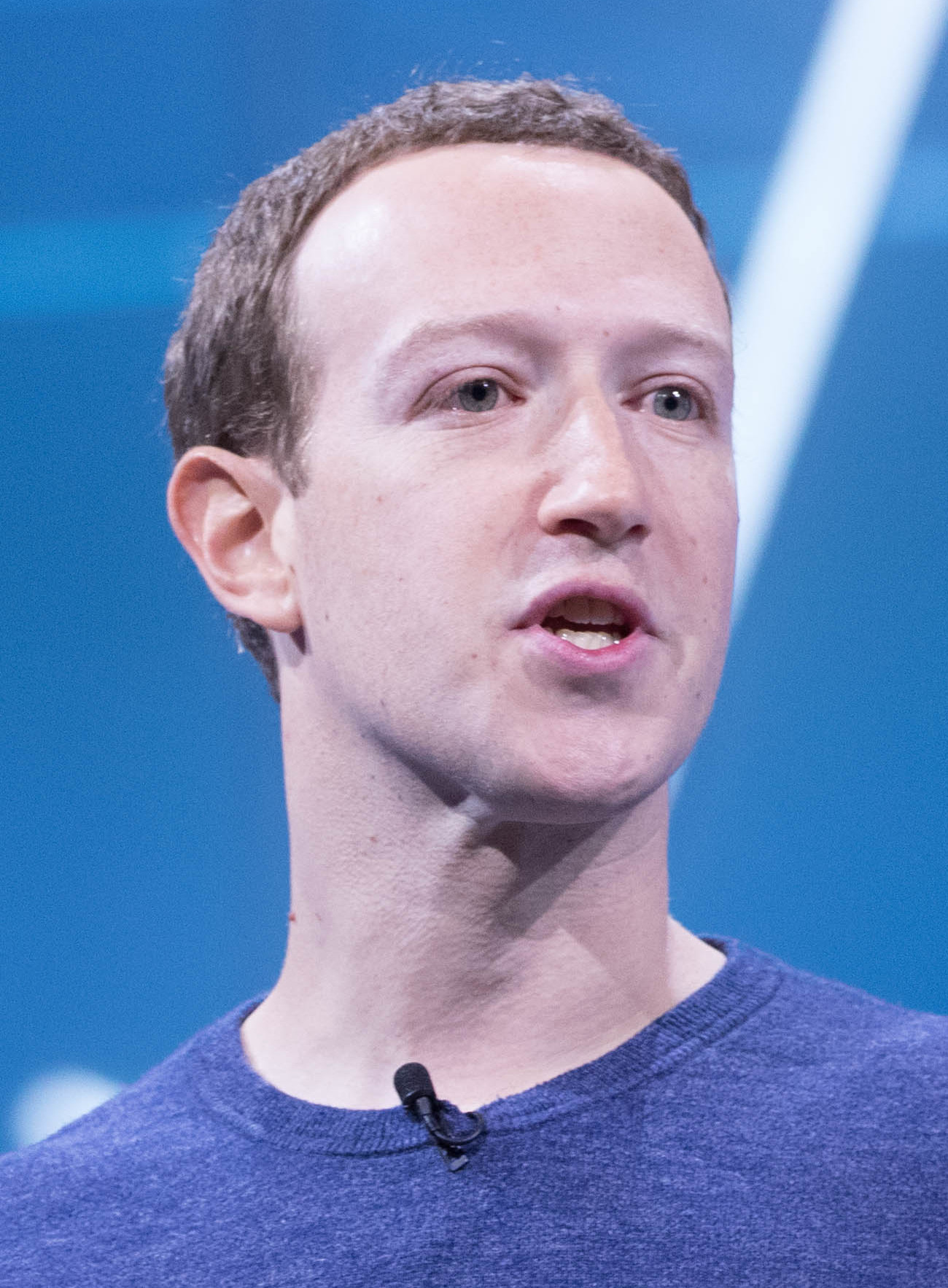
Facebook首席执行官马克·扎克伯格的凯撒发型

在当代，常留凯撒发型的名人是Facebook创始人、首席执行官马克·扎克伯格。